# Pastrana (Spanyolország)
Pastrana egy település Spanyolországban, Guadalajara tartományban. Pastrana Almonacid de Zorita, Zorita de los Canes, Yebra, Escariche, Escopete, Hueva, Valdeconcha, Sayatón és Buendía községekkel határos. Lakosainak száma 891 fő (2024).

## Népesség
A település népessége az utóbbi években az alábbiak szerint változott:
| Lakosok száma | 1090 | 1071 | 1095 | 1157 | 1089 | 1011 | 915  | 850  | 839  | 891  |
|               | 2001 | 2004 | 2006 | 2009 | 2011 | 2014 | 2016 | 2019 | 2021 | 2024 |